# Tupoljev SB
Tupoljev ANT-40 znan tudi kot Tupoljev SB (rusko Скоростной бомбардировщик – Skorostnoj Bombardirovščik – "visokohitrostni bombnik"), in razvojnim imenom CAGI-40, je bil dvomotorni propelerski bombnik, ki ga je zasnoval Aleksander Arhangelskij pri Tupoljevu. Prvič je poletel 7. oktobra 1934. ANT-40 je bilo sorazmerno sodobno letalo in je bil pomemben bombnik tistega časa. Do leta 1941 so zgradili 6 656 letal. Uporabljal se je tudi v civilne namene.
Uporabljal se je v Španski civilni vojni, 2. Kitajsko-Japonski vojni, Zimski vojni na Finskem in na začetku 2. Svetovne vojne. 

## Tehnične specifikacije(SB 2M-103)
Splošne karakteristike
- Posadka: 3
- Dolžina: 12,57 m (41 ft 2¾ in)
- Razpon kril: 20,33 m (66 ft 8 in)
- Višina: 3,60 m (11 ft 9¾ in)
- Površina kril: 56,7 m² (610,3 ft2)
- Teža praznega letala: 4 768 kg (10 512 lb)
- Naložena teža: 6 308 kg (14 065 lb)
- Maks. vzletna teža: 7 880 kg (17 370 lb)
- Pogon letala: 2 ×  V12 hlajen s tekočino Klimov M-103, 716 kW (960 KM)  vsak

 Zmogljivost 
- Maks. hitrost: 450 km/h (243 vozlov, 280 mph) at 4 100 m (13 450 ft)
- Doseg: 2 300 km (1 243 nmi, 1 429 mi)
- Višina leta: 9 300 m (30 510 ft)
- Čas vzpona do višine 1 000 m (3 280 ft): 1,8 min
- Čas vzpona do višine 9 000 m (29 500 ft): 32 min

Oborožitev

- Strelno orožje: 4 × 7,62 mm; 4X ŠKAS strojnica
- Bombe: 6 × 100 kg (220 lb) ali šest 50 kg (110 lb) bomb  v notrnjosti, 2 × 250 kg (550 lb) bomb pod krili